# Vogelnestje (voedsel)

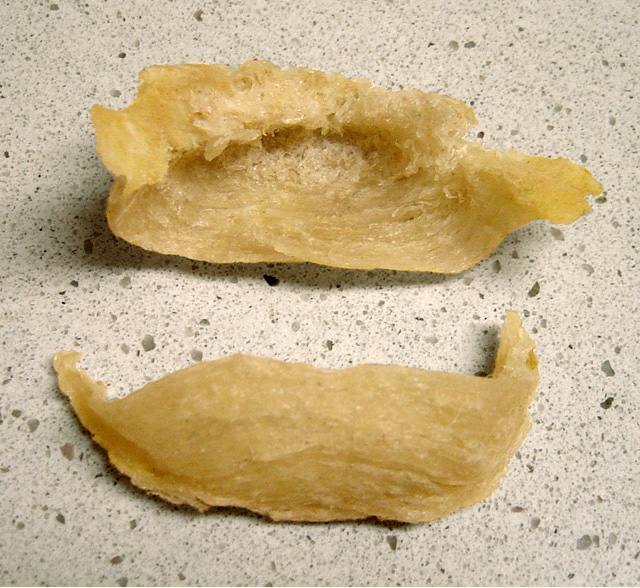
Twee gierzwaluw-vogelnestjes

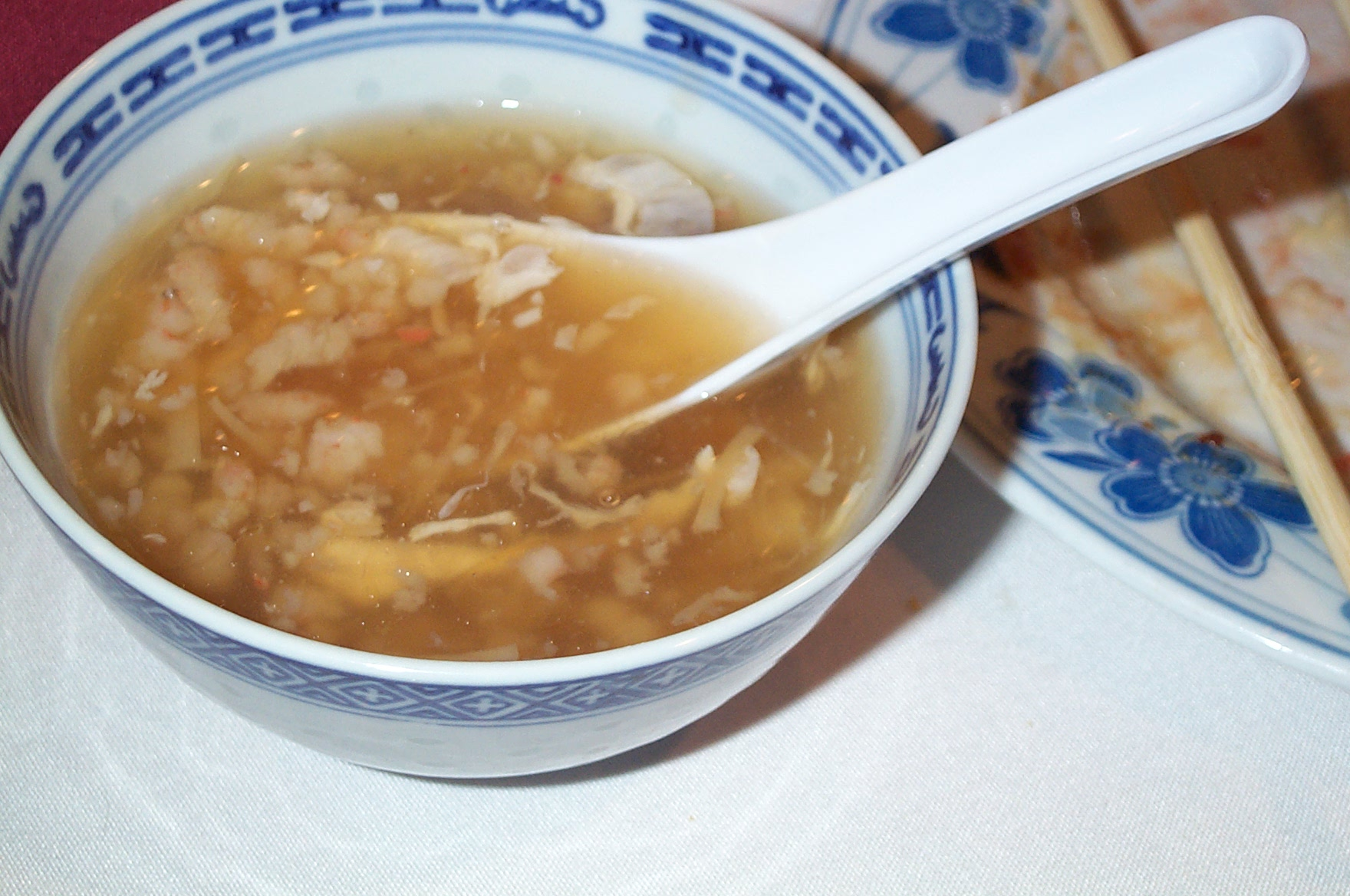
Vogelnestsoep

Het woord vogelnest zit in de naam van twee verschillende Chinese gerechten, een gefrituurd eiergerecht en de delicatesse van gedroogde vogelnestjes van een bepaalde Aziatische gierzwaluw, de eetbaar-nestsalangaan (Aerodramus fuciphagus). Deze salanganen bouwen hun nestjes van hun speeksel. Verwante soorten zoals de zwart-nestsalangaan (A. maximus) maken vergelijkbare nesten, gemengd met veertjes en takjes, waardoor ze culinair veel minder bruikbaar en dus veel minder waard zijn. Weer andere soorten gierzwaluwen gebruiken nog meer takjes, veertjes of modder zodat ze culinair waardeloos zijn. De gierzwaluwen bouwen met duizenden tegelijk hun nestjes in donkere spelonken of diepe grotten. In de keuken wordt de delicatesse vooral gebruikt voor vogelnestsoep.
De vogelnestjes verschillen in grootte en de gierzwaluwtjes vliegen enige malen achter elkaar tegen dezelfde plek aan de rotswand. Elke keer blijft een half cirkelvormige streep speeksel kleven en als deze gedroogd zijn worden er telkens nieuwe kringen gemaakt aan de binnenzijde. De rand blijft altijd scherp en verdikt zich naar binnen, waarin 1, 2, 3 of 4 eieren in gelegd zullen worden. Toch blijven de vogelnestjes piepklein. De gierzwaluwtjes kunnen er maar net op gaan zitten om te broeden. Het nodige speeksel wordt afgescheiden door de ondertongklier, die in de broedtijd tot abnormale afmetingen uitzet. De kleur van de vogelnestjes verschilt van diep-bruin tot een wittige tint en zijn soms vermengd met allerlei troep zoals veertjes, takjes, bloed en zelfs ontlasting.
Toch wordt de voedingswaarde zeer hoog geschat vanwege de eiwitten en vitaminen en vooral de Chinezen schrijven aan deze vogelnestjes een stimulerende en geneeskrachtige werking toe. Op vele plaatsen in Azië komen de eetbare vogelnestjes voor. De crèmekleurige vogelnestjes werden tot voor kort als de meest populaire vogelnestjes beschouwd, doch de Chinezen geven nu vooral de voorkeur aan de rode vogelnestjes waar bloed aan kleeft. De prijs van deze soort kan enorm hoog oplopen tot wel $10.000 per kilo.

## Sarang Burung
Op Java heten de eetbare vogelnestjes sarang burung; deze zijn van een allereerste kwaliteit en beroemd over de hele wereld. Ze worden verkocht in China, Thailand, Maleisië, Singapore en op enkele plaatsen op Java, Sumatra, Celebes en Bali. De Javaanse eetbare vogelnestjes worden speciaal toegewijd aan Nyai Loro Kidul, wat al door Sultan Agung in berichten vermeld werd. Er zijn drie plukoogsten die bekend zijn als Unduan-Kesongo, Unduan-Telor and Unduan-Kepat, wat respectievelijk plaatsvindt in april, eind augustus (de grootste plukoogst) en december. Vooral Rongkob en Karang Bolong langs de Zuidkust van Java zijn door deze plukoogsten beroemd geworden, waar de eetbare vogelnestjes vervaardigd worden door een soort gierzwaluwtjes, de eetbaar-nestsalangaan (Aerodramus fuciphagus). In de grot die Karang Bolong heet, worden er voorbereide offergaven op een plek in een klein gebouwtje of schuurtje neergelegd die al heel lang bekend is als het "Statie Bed van Nyai Loro Kidul". De vogelnestplukkers tonen een diepe respect voor Nyai Loro Kidul, alvorens af te dalen om de vogelnestjes te bemachtigen.